# Organização Estrangeira do Partido Nazista
A Organização Estrangeira do Partido Nazista era um ramo do Partido Nazista e o 43º e única região não territorial do partido. Em alemão, a organização é referida como NSDAP/AO, sendo "AO" a abreviatura da palavra composta alemã Auslands-Organisation ("Organização Estrangeira"). Embora Auslands-Organisation seria escrito corretamente como uma palavra, os nazistas escolheram uma grafia obsoleta com um hífen.
Os membros do Partido Nazista que viviam fora do Reich Alemão foram agrupados neste departamento especial do Partido. Em 1º de maio de 1931, a "AO" foi fundada por iniciativa do Líder da Organização do Reich (em alemão:  Reichsorganisationsleiter ) Gregor Strasser, e a sua gestão foi atribuída a Hans Nieland, que renunciou ao cargo em 8 de maio de 1933, por ter se tornado chefe da autoridade policial de Hamburgo; ele foi substituído por Ernst Wilhelm Bohle. Somente cidadãos reais do Reich alemão com passaporte alemão poderiam se tornar membros da AO. Pessoas de ascendência alemã, alemães étnicos (em alemão:  Volksdeutsche), que possuíam a nacionalidade do país em que viviam, foram impedidos de entrar no Partido Nazista.

## História
Em 1928, membros do partido do Paraguai e do Brasil se uniram pela primeira vez. Grupos semelhantes foram estabelecidos na Suíça e nos Estados Unidos em 1930. Essas associações foram oficialmente reconhecidas pelo Partido Nazista somente após o estabelecimento da Auslands-Organisation. O Grupo Local Buenos Aires foi aceito em 7 de agosto de 1931, seguido pelo Comitê Nacional Paraguai (20 de agosto de 1931) e Grupo Local Rio de Janeiro (5 de outubro de 1931). De 1932 até sua proibição em 1934, existiu um comitê nacional na União Sul-Africana que era muito popular e mantinha vários escritórios no antigo Sudoeste Africano Alemão (atual Namíbia).
As principais responsabilidades do NSDAP/AO eram o treinamento ideológico e assegurar que todos os membros do partido estivessem alinhados com os interesses da nação alemã. O objetivo era unir todos os membros do Partido (e membros de organizações afiliadas ao Partido Nazista) que viviam no exterior em um grupo pouco conectado e educá-los na filosofia, ideologia e programas políticos do Partido Nazista para o melhoramento da Alemanha. A AO não era uma organização da Quinta-coluna e aderiu a dez princípios fundamentais, que incluíam:
1. "Obedeça às leis do país em que você é hóspede."
2. "Deixe que os cidadãos cuidem da política interna do país onde você é hóspede; não se meta nesses assuntos, nem mesmo por meio de conversa."
3. "Identifique-se para todos, em todas as ocasiões, como membro do partido NSDAP."
4. "Sempre fale e aja em nome do movimento NSDAP, honrando assim a nova Alemanha. Seja honesto, honrado, destemido e leal."
5. "Cuidado com todos os seus compatriotas alemães, homens do seu sangue, estilo e ser. Dê-lhes uma mão, independentemente da sua classe. Somos todos criadores do nosso povo."

Esses princípios visavam promover uma atitude positiva em relação aos alemães e à Alemanha em geral e convencer o maior número possível de estrangeiros de que o Partido Nazista era a escolha certa para a Alemanha e, como resultado, para o resto do mundo.

## Por país

### Costa Rica
A delegação NSDAP/AO local na Costa Rica existiu nas décadas de 1930 a 1940, contava com 66 membros e fez lobby pela Alemanha durante a Segunda Guerra Mundial. Seus líderes eram o engenheiro Max Effinger, Herbert Knöhr e Karl Bayer. Eles se conheceram no German Club, localizado na Calle 21, Avenida 1, San José.    
Registros da época mostram que havia comunicação entre Berlim e a comunidade alemã e que havia um esforço deliberado do Terceiro Reich para promover o nazismo entre a diáspora alemã na Costa Rica e no restante da América Latina. O apoio dos alemães-costa-riquenhos ao nazismo não foi uniforme, aparentemente as gerações mais velhas o encararam com ceticismo e muitos outros foram oponentes declarados. Mas teve seu apoio especialmente entre os alemães jovens ou nascidos na Alemanha. Foi criada uma ramificação da Juventude Hitlerista liderada pelo diretor da Escola Alemã Hannes Ihring, mas teve problemas para ser implementada devido ao constante questionamento de seus participantes. 
Um dos líderes, Max Effinger, foi nomeado conselheiro de imigração no governo de León Cortés Castro (1936–1940), impedindo assim a entrada de muitos judeus poloneses que fugiam da Alemanha. 

### República Dominicana
No início da década de 1940, o NSDAP/AO tinha talvez cerca de 50 membros ativos na República Dominicana, um número relativamente grande, considerando que a população nascida na Alemanha no país era de cerca de 150, com mais 300 pessoas de ascendência alemã. O Partido organizou grupos em cinco cidades dominicanas: Santo Domingo, Puerto Plata, Montecristi, Vale do Cibao e San Pedro de Macorís. 

### Finlândia
Auslands-Organisation der NSDAP Landeskreis Finnland foi o grupo local finlandês do partido nazista alemão. A organização partidária finlandesa iniciou suas atividades em 1932, quando cidadãos alemães locais fundaram a organização local do partido nazista (Ortsgruppe) em Helsinque. Recebeu apoio da organização de expatriados do partido, da embaixada alemã, do sindicato de professores e alunos da escola alemã em Helsinque e da associação de apoio à escola. Em meados da década de 1930, foi estabelecido o distrito rural finlandês do NSDAP (Landeskreis), sob o qual, além do grupo local de Helsinque, operavam pelo menos o Ortsgruppe Turku e o Stützpunkt Tampere. Como líder do distrito finlandês (Kreisleiter), inicialmente operou o empresário Herbert Howaldt até cerca de 1937, quando o empresário Wilhelm Jahre se tornou o líder. Jahre também atuou nos conselhos da Sociedade finlandesa-alemã, da Câmara de Comércio Alemã e da Escola Alemã. A organização do partido tinha seu próprio tribunal interno que mediava as disputas entre os membros. As instalações das organizações do partido estavam localizadas em Unioninkatu 7, mas reuniões, eventos de clube e outros eventos eram realizados nas instalações da colônia alemã no White Hall em Aleksanterinkatu 16–18 ou em uma escola alemã (Malminkatu 14). As instalações da organização do partido foram transferidas para Vuorimiehenkatu 7 A em 1943 e para Bulevardi 30 B 6 em junho de 1944. A organização de serviço do Bem-Estar do Povo Nacional-Socialista também tinha um escritório em Tehtaankatu 11 B. De acordo com o pesquisador Henrik Ekberg, os partidos nacional-socialistas finlandeses mantinham contatos ocasionais com o grupo local finlandês do NSDAP.  Hermann Souchon, conhecido por executar Rosa Luxemburgo, trabalhou como Landesgruppenleiter (líder regional) no capítulo finlandês do NSDAP/AO. 

### Irlanda
A Irlanda (conhecida como Estado Livre Irlandês até 1937) foi neutra durante a guerra (a Irlanda do Norte era e faz parte do Reino Unido), e vários alemães e austríacos no país eram ativos no NSDAP/AO.  Adolf Mahr, diretor do Museu Nacional da Irlanda, também foi Ortsgruppenleiter do partido nazista local até 1939; ele foi sucedido por Heinz Mecking, que era o chefe do Turf Development Board.   O músico militar e compositor Fritz Brase também foi membro. 
Os deveres do AO incluíam monitorar os alemães na Irlanda, enviar relatórios sobre os eventos irlandeses para Berlim e afirmar o domínio do Partido Nazista sobre outras agências do governo alemão no exterior, como o Ministério das Relações Exteriores (Auswärtiges Amt), que não era visto como suficientemente pró-nazista. A AO irlandesa tinha seu próprio ramo da Juventude Hitlerista  e incluía funcionários do Conselho de Fornecimento de Eletricidade.   A agência de inteligência da Irlanda, G2, monitorou a atividade do NSDAP/AO no país. 

### Suécia
NSDAP/AO tinha um Landesgruppe Schweden. Durante os primeiros anos da Segunda Guerra Mundial foi liderado por W. Stengel, mas a liderança foi posteriormente assumida pelo diplomata alemão Heinz Gossmann. Havia vários Ortsgruppen em diferentes partes da Suécia, como Gotemburgo, Borås, etc. 